# Log Cabin Republicans
Log Cabin Republicans (LCR) är en amerikansk politisk organisation som verkar inom det Republikanska partiet för lika rättigheter för HBT-personer i USA. De har sitt huvudkvarter i Washington, D.C. samt ett trettiotal regionala avdelningar. LCR hade en direkt roll i avskaffandet av Don't ask, don't tell som förbjöd öppet homosexuella att tjänstgöra i amerikanska militären.

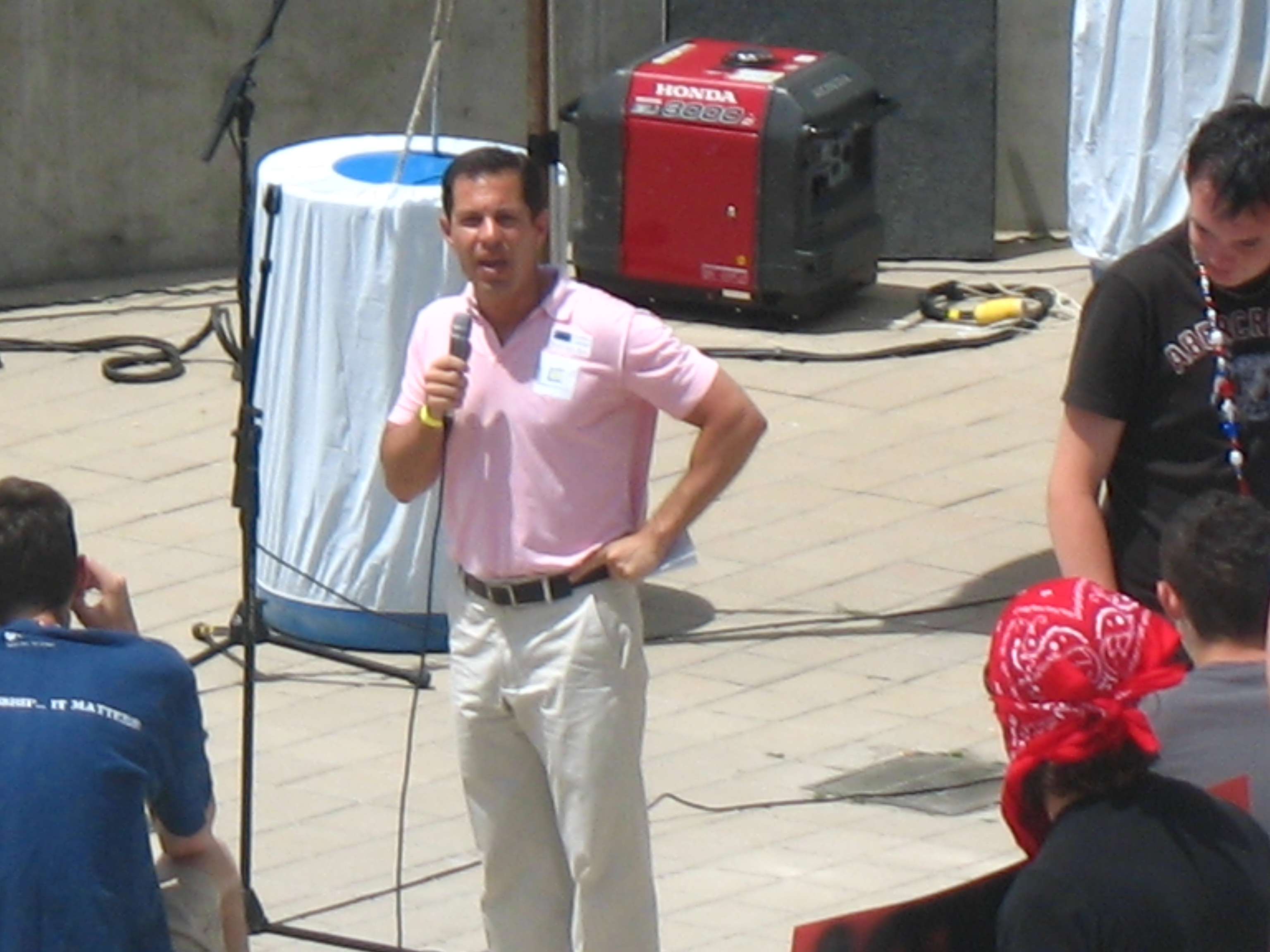
LCR:s president Patrick Guerriero håller tal under Utah Pride, 2006.

## Bildande
Log Cabin Republicans bildades i slutet av 1970-talet i Kalifornien av republikaner som var motståndare till Briggsinitiativet, ett lagförslag som bland annat skulle göra det förbjudet för homosexuella att undervisa i offentliga skolor och leda till uppsägning för lärare som stödde homosexualitet. Lagen stoppades dock; bland annat motsatte sig Ronald Reagan den. Namnet Log Cabin Republicans är en referens till Abraham Lincoln, som föddes i en timmerkoja. Detta namn valdes för att "Lincoln Club" redan var upptaget.

## Politiska ståndpunkter

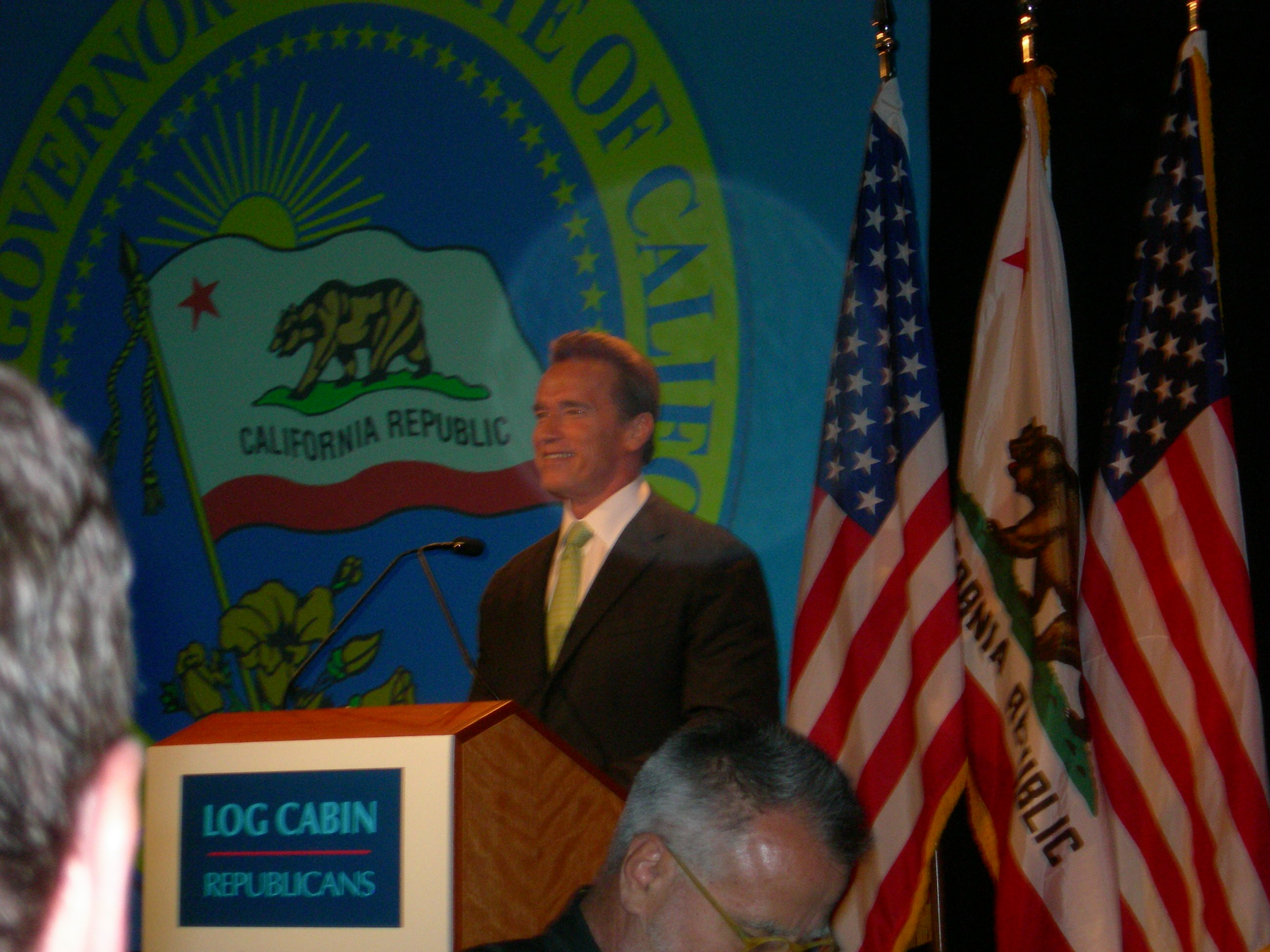
Kaliforniens guvernör Arnold Schwarzenegger talar vid LCR, 2006.

Log Cabin Republicans förespråkar många av de konservativa åsikter som även finns i Republikanska partiet som en begränsad statsmakt, ett starkt nationellt försvar, låga skatter, personligt ansvar och individuell frihet. Det finns däremot flera områden som skiljer de emellan särskilt gällande HBT-frågor.

### Don't ask, don't tell

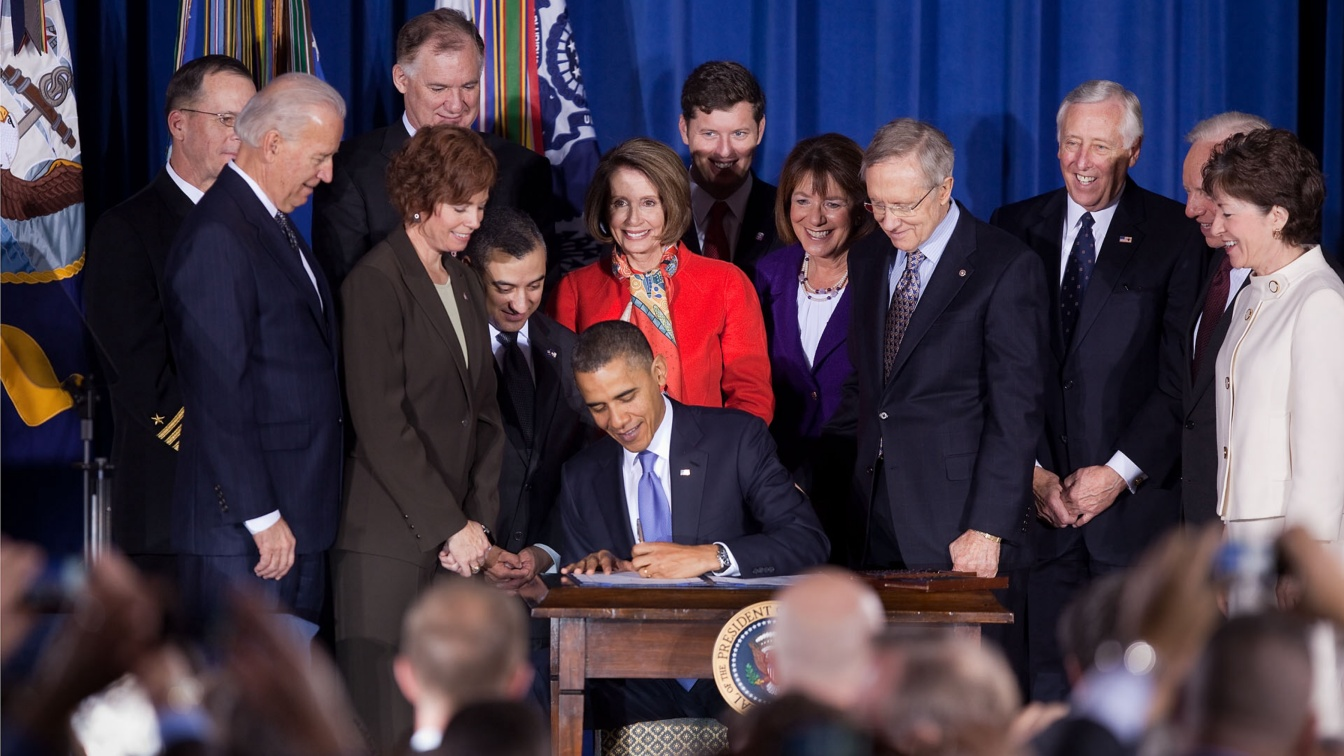
President Barack Obama skriver under Don't Ask, Don't Tell Repeal Act of 2010.

2010 stämde LCR amerikanska staten och utmanande Don't ask, don't tell-policyn. Policyn infördes som en kompromiss under Clintonadministrationen och exkluderar öppet homosexuella från att tjänstgöra i amerikanska militären. LCR menade att  Don't ask, don't tell inskränkte på homosexuella militärers yttrandefrihet, vederbörligt rättsligt förfarande (due process) och associationsfrihet. I beslutet Log Cabin Republicans mot Förenta Staterna gick domaren Virginia Philips på målsägandes sida och förklarade att lagen inskränkte första och femte tillägget av USA:s konstitution. Parallellt med rättegången pågick debatt i kongressen om att legislativt upphäva policyn och så småningom röstades Don't Ask, Don't Tell Repeal Act of 2010 igenom i båda kamrarna och skrevs under av president Barack Obama 22 december 2010.

### Global avkriminalisering av homosexualitet
Log Cabin Republicans verkar för att homosexualitet ska avkriminaliseras i de närmare 70 länder där det är förbjudet. Särskilt viktigt är de nio länder där homosexualitet kan medföra dödsstraff. De anser att USA med dess inflytelserika roll över världspolitiken ska påverka dessa länder genom att bland annat införa sanktioner. De vill även att personer som riskerar fängelse eller dödsstraff för sin sexuella läggning eller könsidentitet ska kunna få asyl i USA.

### Omvändelseterapi
LCR är emot omvändelseterapi och stödjer ett nationellt förbud för alla under 18 år.

### Samkönad adoption
Log Cabin Republicans anser att samkönade par ska garanteras att kunna adoptera samt bedriva familjehem genom program som får federalt, delstatligt eller lokalt stöd. De anser också att det ska vara förbjudet för staten att på något sätt diskriminera samkönade par på detta område.

### Samkönade äktenskap
Fram till dess att Högsta domstolen 2015 förklarade att den var en konstitutionell rättighet för samkönade par att gifta sig i beslutet Obergefell mot Hodges var Log Cabin Republicans mycket engagerade i frågan. Den kom ofta att avgöra huruvida organisation gav sitt stöd till Republikanernas presidentkandidat. I 2004, exempelvis, valde LCR att inte stödja George W. Bush med hänvisning till presidentens stöd för att i konstitutionen definiera äktenskap som en union mellan en man och en kvinna.
Nu driver knappt LCR frågan längre med anledning av det är lagligt i alla 50 delstater samt det stora stöd som finns i samhället för samkönade äktenskap. En gallupundersökning från 2021 visade att 70 procent av amerikanare stödjer samkönade äktenskap och detta inkluderar en majoritet av republikaner (55 procent). Donald Trump var den första republikanska presidenten att uttrycka sitt stöd för samkönade äktenskap och han kallar Obergefell mot Hodges för ”avgjort”.

## Stöd i USA:s presidentval
Log Cabin Republicans har sedan år 1992 uttryckt sitt stöd för den republikanska presidentkandidaten vid fem av åtta tillfällen. Valen 1992, 2004 och 2016 gav de inte sitt stöd till någon kandidat.
| År   | Namn           | Hemdelstat    |
| ---- | -------------- | ------------- |
| 1992 | -              | -             |
| 1996 | Bob Dole       | Kansas        |
| 2000 | George W. Bush | Texas         |
| 2004 | -              | -             |
| 2008 | John McCain    | Arizona       |
| 2012 | Mitt Romney    | Massachusetts |
| 2016 | -              | -             |
| 2020 | Donald Trump   | Florida       |

### 1992
LCR valde att inte stödja sittande republikanska president George H.W. Bush i presidentvalet med anledning av att presidenten inte tog avstånd från den homofoba retoriken vid Republican National Convention 1992.

### 1996
I augusti 1995 nekade presidentkampanjen för senatorn Bob Dole en donation på $1 000 från Log Cabin Republicans och det tog ett tag innan han till slut accepterade donationen. Dole och LCR hade flera konflikter, men i slutändan valde Log Cabin Republicans att stödja senatorn. De argumenterade för sitt beslut genom att lyfta fram att Dole hade lovat att ha kvar förbudet mot diskriminering på grund av sexuell läggning på federala arbetsplatser samt garanterat full finansiering av Aids-program.

### 2000
Log Cabin Republicans valde att stödja republikanen George W. Bush i presidentvalet. Bush hade mött med en grupp homosexuella konservativa innan valet och han beskrev att mötet hade gjort honom till en ”bättre man” efteråt.

### 2004
I Bushs omval 2004 kunde LCR inte längre stödja presidenten. De beskrev att Bush hade tillsatt flera kontroversiella federala domare och det blev som värst när presidenten meddelade han tänkte stödja Federal Marriage Amendment som i konstinstitution hade definierat äktenskap som enbart mellan en man och en kvinna. De menar att tillägget strider mot principerna i federalism, delstatligt självbestämmande och den frihet Republikanska partiet ska representera. Avdelningen i Palm Beach County, Florida gick emot huvudorganisation och stödde den sittande presidenten. Till följd av detta fick avdelningen sina privilegier indragna.

### 2008
LCR valde att stödja senatorn John McCain i presidentvalet. Den viktigaste orsaken till detta var McCains motstånd till Federal Marriage Amendment.

### 2012
Log Cabin Republicans beslutade 23 oktober 2012 att officiellt stödja förutvarande Massachusetts-guvernören Mitt Romney i presidentvalet. LCR kom fram till detta trots Romneys stöd för ett konstitutionellt tillägg som skulle förbjuda samkönade äktenskap nationellt samt hans motstånd till avskaffandet av Don't ask, don't tell. Men de menade att de ekonomiska och säkerhetspolitiska frågorna som stod på spel vägde tyngre.

### 2016

Karta över LCR-föreningar som stödde Donald Trump i presidentvalet 2016.

22 oktober 2016 valde Log Cabin Republicans styrelse i ett beslut att inte stödja Republikanernas kandidat i presidentvalet, affärsmannen Donald Trump. Trots detta valde organisationens föreningar i delstaterna Colorado, Georgia och Texas samt i Miami, Florida; Los Angeles och Orange County, Kalifornien; Clevland, Ohio samt Houston, Texas att stödja Trump. Trump fick i vallokalsundersökningar endast 14 procent av rösterna från HBT-personer. Dagen efter valet, 9 november, gratulerade LCR Donald Trump till vinsten.

### 2020

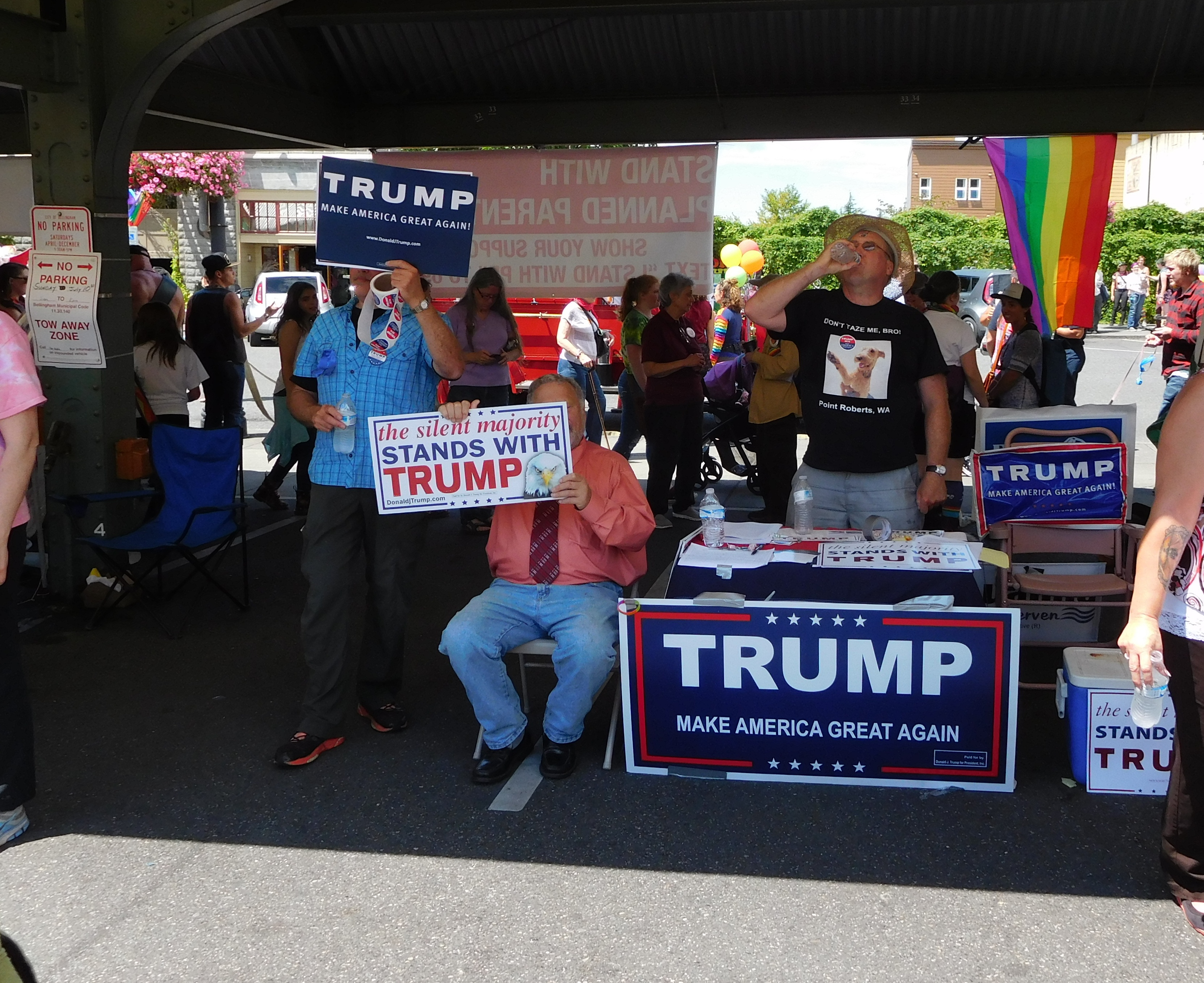
Trump-supportrar vid Bellingham Pride i Washington, 2016.

I presidentvalet 2020 valde Log Cabin Republicans att stödja sittande presidenten Donald Trump, något som de fyra år tidigare avstått ifrån. I en debattartikel i The Washington Post skriver dåvarande ordförande Robert Kabel samt vice ordförande Jill Homan hur de kom fram till beslutet. Bland annat tar de upp Trumps arbete för att stoppa spridningen av Aids inom tio år och hans kampanj för att påverka länder för att globalt avkriminalisera homosexualitet. De tar även upp vad administrationen gjort med avseende på skattesänkningar, handelsavtal och utrikespolitik. De påpekar dock att de inte håller med presidenten om allt och lyfter upp Trumps beslut som begränsar transpersoners möjlighet att tjänstgöra i amerikanska militären. Vallokalsundersökningar visar att Donald Trump fick 27 procent av rösterna från homosexuella, bisexuella samt transpersoner, en nära fördubbling jämfört med förra valet.

## OUTspoken
Log Cabin Republicans driver webbtidningen OUTspoken. Tidningen fokuserar på amerikanska nyheter och nyheter rörande HBT-frågor ur ett konservativt perspektiv.

### OUTspoken Middle East
I november 2021 kungjorde Richard Grenell, tidigare Tysklandambassadör samt USA:s första öppet homosexuella minister tjänstgörande i Trumpadministrationen, tillsammans med journalisten Chadwick Moore skapandet av OUTspoken Middle East. Projektet är riktad till främst HBT-personer i Iran och Arabvärlden och kommer att erbjuda nyheter och historier från homosexuella boende på dessa platser skrivet på persiska och arabiska.

## Allierade i USA:s kongress
Log Cabin Republicans har öppet stöd av 20 republikanska kongressledamöter samt tolv senatorer i den 117:e kongressen.
|                              | Titel | Namn                 | Distrikt |
| ---------------------------- | ----- | -------------------- | -------- |
|                              | Rep.  | Stephanie Bice       | OK-5     |
|                              | Sen.  | Roy Blunt            | MO       |
|                              | Sen.  | Richard Burr         | NC       |
|                              | Rep.  | Ken Calvert          | CA-41    |
|                              | Rep.  | Kat Cammak           | FL-3     |
|                              | Sen.  | Susan Collins        | ME       |
|                              | Rep.  | Dan Crenshaw         | TX-2     |
|                              | Sen.  | Joni Ernst           | IA       |
|                              | Rep.  | Brian Fitzpatrick    | PA-1     |
|                              | Rep.  | Andrew Garbarino     | NY-2     |
|                              | Rep.  | Mike Garcia          | CA-25    |
|                              | Rep.  | Ashley Hinson        | IA-1     |
| John_Katko_official_photo    | Rep.  | John Katko           | NY-24    |
| Young_Kim_117th_U.S_Congress | Rep.  | Young Kim            | CA-39    |
|                              | Sen.  | Cynthia Lummis       | WY       |
|                              | Rep.  | Nancy Mace           | SC-1     |
|                              | Rep.  | Nicole Malliotakis   | NY-11    |
|                              | Rep.  | Peter Meijer         | MI-3     |
|                              | Sen.  | Shelley Moore Capito | WV       |
|                              | Sen.  | Lisa Murkowski       | AK       |
|                              | Rep.  | Burgess Owens        | UT-4     |
|                              | Sen.  | Rob Portman          | OH       |
|                              | Sen.  | Mitt Romney          | UT       |
|                              | Rep.  | Maria Elvira Salazar | FL-27    |
|                              | Rep.  | Michelle Steel       | CA-48    |
|                              | Rep.  | Elise Stefanik       | NY-21    |
|                              | Sen.  | Dan Sullivan         | AK       |
|                              | Rep.  | Claudia Tenney       | NY-22    |
|                              | Sen.  | Thom Tillis          | NC       |
|                              | Rep.  | Fred Upton           | MI-6     |
|                              | Sen.  | Todd Young           | IN       |
|                              | Rep.  | Lee Zeldin           | NY-1     |

## Regionala avdelningar

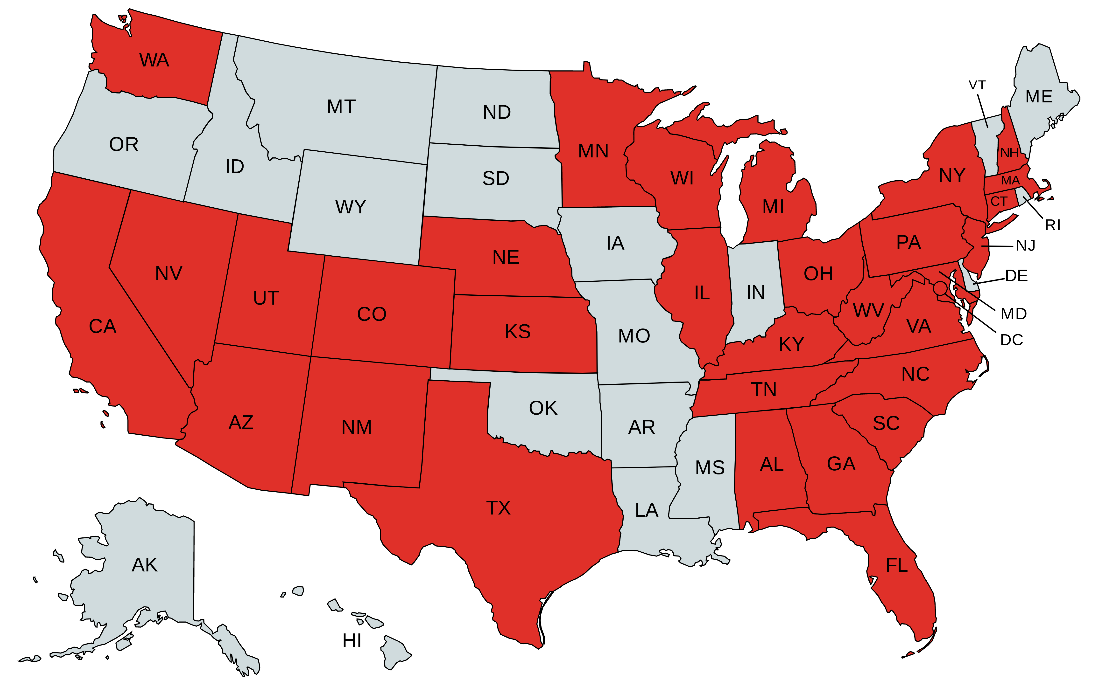
Karta över alla regionala avdelningar i LCR.

Log Cabin Republicans har regionala avdelningar (chapters) utspridda i 31 delstater samt District of Columbia, där de även har sitt huvudkontor. En avdelning kan representera medlemmar i en enskild stad, en mindre del av en delstat eller en hel delstat.

## I populärkulturen
- I avsnittet Lincoln Lover (säsong 2, avsnitt 4) ur den amerikanska tecknade serien American Dad får den homofoba huvudkaraktären Stan Smith äran att representera Log Cabin Republicans vid Republican National Convention. Ovetandes om vad det är för organisation han ska företräda leder situationen till stora missförstånd och konflikter.[22]